# Narambuenatitan
Narambuenatitan là một chi khủng long, được Filippi R. A. García & Garrido mô tả khoa học năm 2010.